# قلعه جوق ۱
بقایای قلعه جوق ۱ مربوط به سده‌های میانه دوران‌های تاریخی پس از اسلام است و در شهرستان ماهنشان، بخش انگوران، دهستان انگوران، جنوب روستای قلعه جوق، ۵۰ متری قبرستان واقع شده و این اثر در تاریخ ۱۸ اسفند ۱۳۸۷ با شمارهٔ ثبت ۲۵۳۳۴ به‌عنوان یکی از آثار ملی ایران به ثبت رسیده است.